# Julio Ayllón
Julio Aparicio Ayllón, né à une date inconnue et mort en 1973, est un footballeur péruvien.
Surnommé El Negro Aparicio, il est connu pour avoir terminé meilleur buteur du championnat du Mexique lors de la saison 1949-50.

## Biographie
Champion du Pérou en 1944 avec le Sucre FC, Ayllón s'exile au Mexique deux ans plus tard afin de jouer à l'Unión Deportiva Moctezuma. Lors de sa première saison il remporte la Coupe du Mexique et la Supercoupe. 
Avec 30 buts marqués lors des saisons 1947-48 et 1948-49 (15 par saison), il signe pour les Tiburones Rojos de Veracruz et remporte le championnat 1949-50 tout en terminant meilleur buteur dudit championnat avec 30 buts marqués en 26 matchs.
En dépit de cette performance, Ayllón est cédé au FC León où il ne reste qu'une seule saison avant de terminer sa carrière au CD Tampico, club où il sera sacré champion du Mexique en 1952-53 (le seul championnat gagné par ce club à ce jour).
Resté vivre au Mexique, Ayllón y décède en 1973.

## Palmarès

### Au Pérou
Sucre FC
- Championnat du Pérou (1) :
  - Champion : 1944.

### Au Mexique
| Unión Deportiva Moctezuma - Coupe du Mexique (1) : - Vainqueur : 1947. - Supercoupe du Mexique (1) : - Vainqueur : 1947. |  | CD Veracruz - Championnat du Mexique (1) : - Champion : 1949-50. - Meilleur buteur : 1949-50 (30 buts). |  | CD Tampico - Championnat du Mexique (1) : - Champion : 1952-53. - Supercoupe du Mexique (1) : - Vainqueur : 1953. |